# Aemilianus
Marcus Aemilius Aemilianus (ca. 207 – 253), kendt som Aemilianus, var romersk kejser i ca. 3 måneder i år 253.